# Oberverwaltungsgericht Mecklenburg-Vorpommern

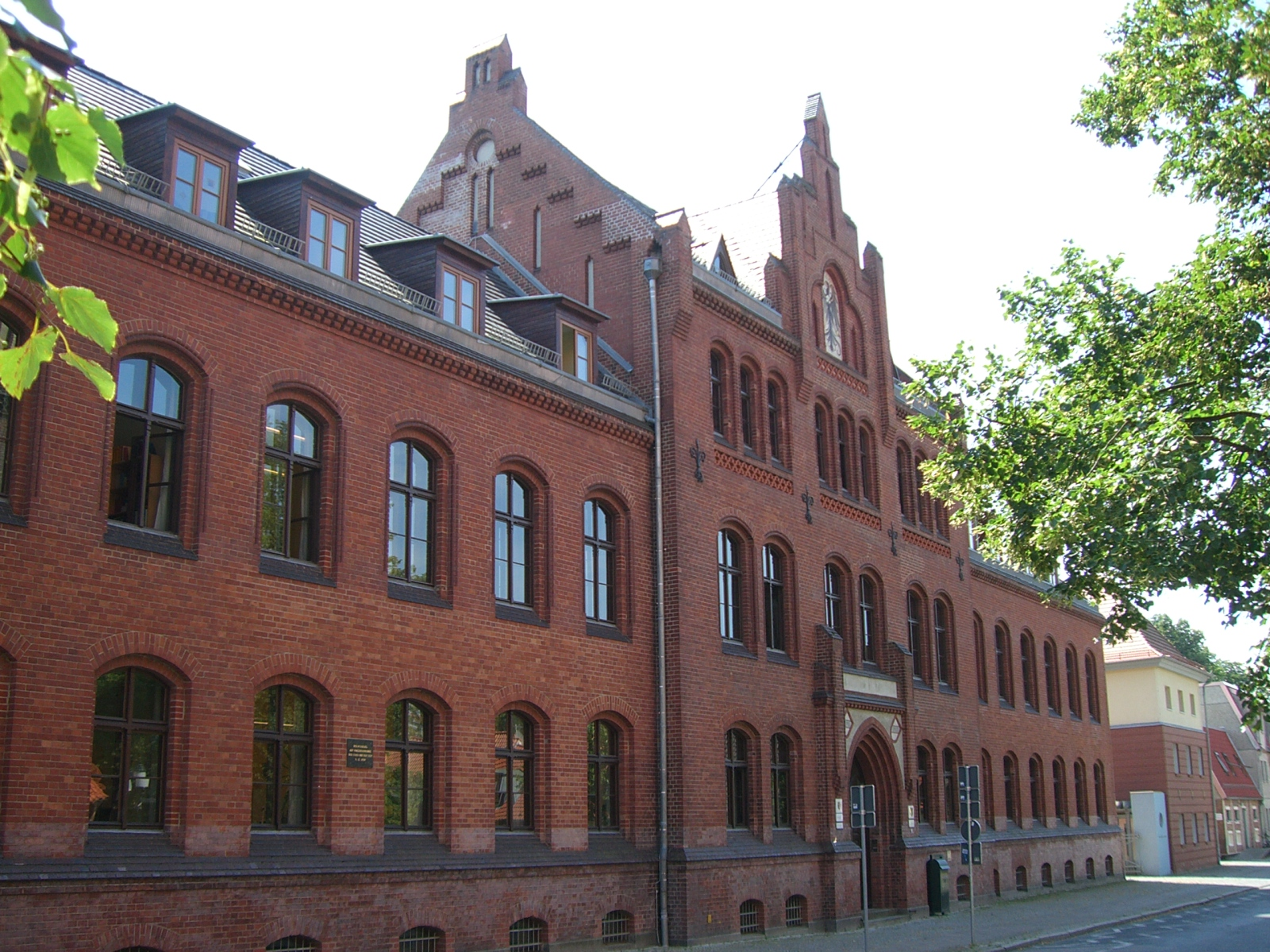
Gebäude des VG Greifswald, des OVG M-V und des LVerfG M-V

Das Oberverwaltungsgericht Mecklenburg-Vorpommern ist das Oberverwaltungsgericht (OVG) des Bundeslandes Mecklenburg-Vorpommern und bildet die Spitze der Verwaltungsgerichtsbarkeit dieses Bundeslandes.

## Gerichtssitz und -bezirk
Das Oberverwaltungsgericht Mecklenburg-Vorpommern hat seinen Sitz in der Universitäts- und Hansestadt Greifswald.
Der Gerichtsbezirk besteht aus den Bezirken der beiden nachgeordneten Verwaltungsgerichte, d. h. den Gebieten der Landkreise und kreisfreien Städte des Landes Mecklenburg-Vorpommern.

## Gebäude
Das Oberverwaltungsgericht ist in demselben denkmalgeschützten Gebäude in der Domstraße 7 untergebracht, in dem sich auch das Landesverfassungsgericht Mecklenburg-Vorpommern und, teilweise, das Verwaltungsgericht Greifswald befinden.

## Über- und nachgeordnete Gerichte
Nachgeordnete Verwaltungsgerichte sind das Verwaltungsgericht Greifswald und das Verwaltungsgericht Schwerin. Das Oberverwaltungsgericht Mecklenburg-Vorpommern ist dem Bundesverwaltungsgericht nachgeordnet.

## Geschichte
Nach der Wiedervereinigung Deutschlands wurde die Gerichtsorganisation neu aufgebaut. Maßgeblich beteiligt am Aufbau der öffentlich-rechtlichen Gerichtsbarkeit Mecklenburg-Vorpommerns war Rudolf Mellinghoff.
Von 1997 bis 2014 war Hannelore Kohl Präsidentin des Gerichts und damit die erste Präsidentin eines deutschen Oberverwaltungsgerichts.

## Leitung

### Persönlichkeiten
- 1992–1997: Klaus Haack[4]
- 1997–2014: Hannelore Kohl; erste Präsidentin eines deutschen Oberverwaltungsgerichts[5]
- 2014–2019: Michael Sauthoff, bis dahin Vizepräsident[6]
- Seit 2019: Eckhard Corsmeyer[7]

### Problematik Ämterhäufung
Präsident Michael Sauthoff leitete zugleich das Finanzgericht Mecklenburg-Vorpommern. Die Zusammenführung beider Ämter in einer Person stieß in der Richterschaft auf Kritik, auch der Präsident des Bundesfinanzhofs Rudolf Mellinghoff äußerte Bedenken. Der Bundesfinanzhof hat entschieden, dass ein Senat nicht ordnungsgemäß besetzt ist, wenn ein Finanzgerichtspräsident zugleich Gerichtspräsident in einer anderen Gerichtsbarkeit ist, der Geschäftsverteilungsplan aber nicht erkennen lässt, mit welchem Bruchteil seiner Arbeitskraft der „Doppelpräsident“ seinem Senat im Finanzgericht zugewiesen ist.